# Ksar Hellal
Ksar Hellal o Ksar Hallal (àrab: قصر هلال, Qṣar Hallāl) és una ciutat de Tunísia a la governació de Monastir, situada a uns 17 km de Monastir. La municipalitat té 39.991 habitants. És capçalera d'una delegació amb 47.000 habitants.

## Economia
La zona és principalment agrícola. Compta amb indústria tèxtil i un actiu comerç.

## Història
El 2 de març de 1934 s'hi va celebrar el congrés fundacional del partit Néo-Destour, inspirat per Habib Bourguiba, que considerava massa proper als francesos l'anterior partit Destour.
El 23 de setembre de 1948 va esdevenir per decret una municipalitat.

## Administració
És el centre de la delegació o mutamadiyya homònima, amb codi geogràfic 32 61 (ISO 3166-2:TN-12), dividida en quatre sectors o imades:
- Ayed (32 61 51)
- Soua (32 61 52)
- Bouzouita (32 61 53)
- Cité Erriadh (32 61 54)

Al mateix temps, forma una municipalitat o baladiyya (codi geogràfic 32 34), dividida en dues circumscripcions o dàïres:
- Ksar Helal (32 34 11)
- Cité Erriadh (32 34 12)